# Roodvoorhoofdmierlijster
De roodvoorhoofdmierlijster (Formicarius rufifrons) is een zangvogel uit de familie Formicariidae (mierlijsters).

## Verspreiding en leefgebied
Deze soort komt voor in zuidoostelijk Peru, aangrenzend westelijk Brazilië en noordwestelijk Bolivia.

## Status
De grootte van de populatie is in 2019 geschat op 20.000-50.000 volwassen vogels. Op de Rode lijst van de IUCN heeft deze soort de status niet bedreigd.